# 變異羽花介
變異羽花介（学名：Cytheropteron abnormis）为尾花介科羽花介屬下的一个种。